# Roger Davies (football)
Pour les articles homonymes, voir Roger Davies et Davies.
Roger Davies, né le 25 octobre 1950 à Wolverhampton, est un joueur de football anglais qui évoluait comme attaquant de pointe. Il a joué en Angleterre, aux États-Unis ainsi qu'une saison en Belgique, et a pris sa retraite sportive en 1987. Il est aujourd'hui commentateur radio pour les matchs du club de Derby County, où il est resté le plus longtemps lorsqu'il était encore joueur.

## Carrière
Roger Davies, alors âgé de 18 ans, intègre l'équipe de Bridgnorth Town en 1968. Il y reste deux saisons, puis déménage à Bedford Town pour une saison. En 1971, il rejoint Worcester City. Ses bonnes prestations attirent l'attention du manager de Derby County, qui rachète son contrat pour 12 000 £ en septembre 1971. Il passe la première saison dans le championnat des réserves, que Derby County remporte. Au début de la saison 1972-1973, il est prêté à Preston North End, mais il revient à Derby County après deux matchs. Il finit par s'imposer petit à petit dans l'équipe, jusqu'à un match de légende pour les supporters du club en FA Cup en 1973. Lors d'un replay à Tottenham, Derby se retrouve mené 3-1 à la 80e minute. C'est alors que Davies marque deux buts pour égaliser et arracher les prolongations, durant lesquelles il inscrit un nouveau but. Derby se qualifie finalement 3-5, et Roger Davies est porté en triomphe. Il fait également partie de l'équipe championne d'Angleterre en 1975, dernier titre en date du club.
Un an après le titre conquis avec Derby County, Roger Davies quitte l'Angleterre et rejoint le FC Bruges, en Belgique, pour 135 000 £. Le club est dirigé par un certain Ernst Happel, et vient d'atteindre la finale de la Coupe UEFA. Il y remporte le championnat national en 1977 et la Coupe de Belgique qu'il offre à son club en réussissant un doublé en finale, alors que son équipe est menée. Il est élu temps joueur de la saison. En décembre 1977, le club de Leicester City rachète son contrat, et Davies revient en Angleterre. En 1979, son ancien coéquipier, Alan Hinton, devenu entretemps entraîneur des Tulsa Roughnecks, le convainc de rejoindre le championnat américain. Mais sa saison outre-Atlantique est gâchée par des blessures, et en fin d'année, il retourne à Derby County. Il ne peut éviter la relégation du Club en League One.
À la suite de cet échec, Roger Davies repart aux États-Unis dans le courant de l'année 1980, et rejoint les Seattle Sounders, où il retrouve à nouveau Alan Hinton à la barre. Il y dispute sa meilleure saison, inscrivant 25 buts en 29 matchs, et étant élu meilleur joueur de la saison, trois ans après l'avoir été en Belgique. Les deux saisons suivantes sont plus délicates pour lui, il n'inscrit que 7 buts en 26 matchs, et participe également à quelques matchs du championnat en salle. En 1983, il est transféré aux Fort Lauderdale Strikers, et après un an, retourne définitivement en Angleterre, d'abord à Burnley pour quelques semaines où il ne joue pas, ensuite à Darlington, où il joue 10 matchs, et enfin aux Gresley Rovers. Il reste dans ce club jusqu'en 1986, passant même une saison comme joueur-entraîneur, puis rejoint le club de Stapenhill pour une dernière saison. Il range définitivement ses crampons en 1987.
Il est aujourd'hui commentateur radio pour les matchs de Derby County.

### Palmarès
- 1 fois champion d'Angleterre en 1975 avec Derby County.
- 1 fois champion de Belgique en 1977 avec le FC Bruges.
- Vainqueur de la Coupe de Belgique 1977 (doublé décisif en finale) avec le FC Bruges.
- Élu meilleur joueur du championnat de Belgique en 1977.
- Élu meilleur joueur du championnat nord-américain en 1980.